# 24E CCFL
A 24E é uma das seis carreiras eletroviárias da Carris, transportadora coletiva urbana da cidade de Lisboa, Portugal. Enquanto carreira que serve a zona central da cidade, é simbolizada com a cor laranja. Finalmente reaberta em 2018, a atual carreira 24E (Camões-Campolide) foi um caso único entre as linhas abandonadas da rede de elétricos de Lisboa: Apesar de encerrada em 1995, na última grande retração da rede, parte do percurso foi mantido funcional, sendo a reabertura repetidamente ventilada mas sempre adiada durante mais de duas décadas.

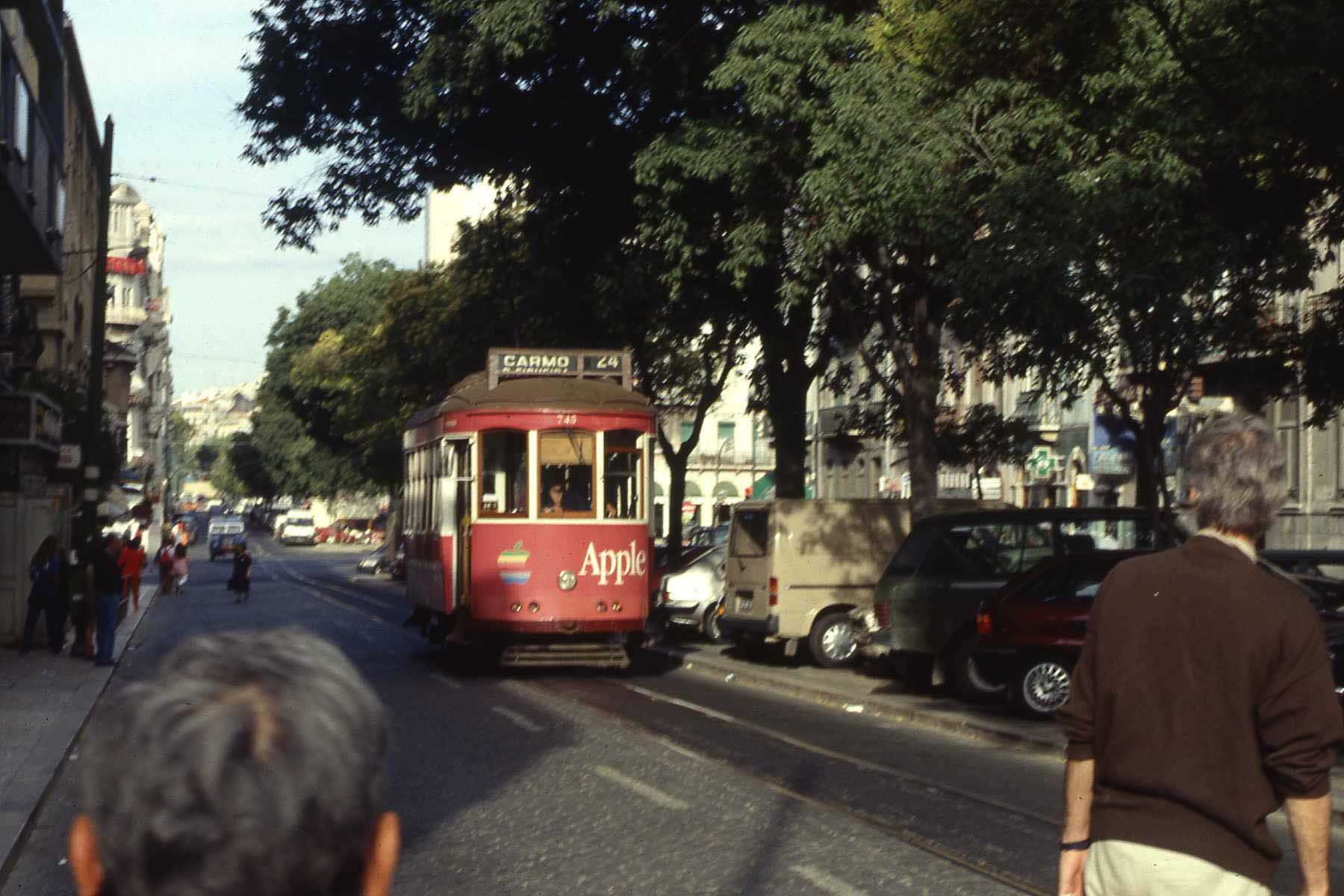
CCFL 745 servindo a carreira 24 na direção Carmo, já na década de 1990.

## Características
No seu traçado atual (pós-2018), a 24E é caso único entre as carreiras de elétrico da Carris ao não conter qualquer segmento (i.e., entrenó entre duas paragens) em comum com qualquer outra carreira, apenas pontualmente partilhando o término do Camões com a 28E.[carece de fontes?]

## História
Quando acabem os eléctricos

da Rua de Misericórdia

tão amarelos por fora

tão britânicos por dentro 

não gostarei de Lisboa

Quando os carris e os troles

inúteis e desalmados

pela Calçada do Combro

deixarem de faiscar

não gostarei de Lisboa

 

Quando no Largo do Carmo

à sobra dumas ruínas

não me esperar indolente

o último para o Chile

não gostarei de Lisboa

 

Quando da estreita travessa

da cara de cada dia

não surgir um velho arfante

para apanhar o das oito

não gostarei de Lisboa

E quando ao atardecer

prostradas pombas e luzes

não saltar do vinte e quatro

o sempre lépido ardina

não gostarei de Lisboa.— José Carlos González:
“Requiem prematuro pelos eléctricos de Lisboa”
Lisboa e outros sapatos, 1984

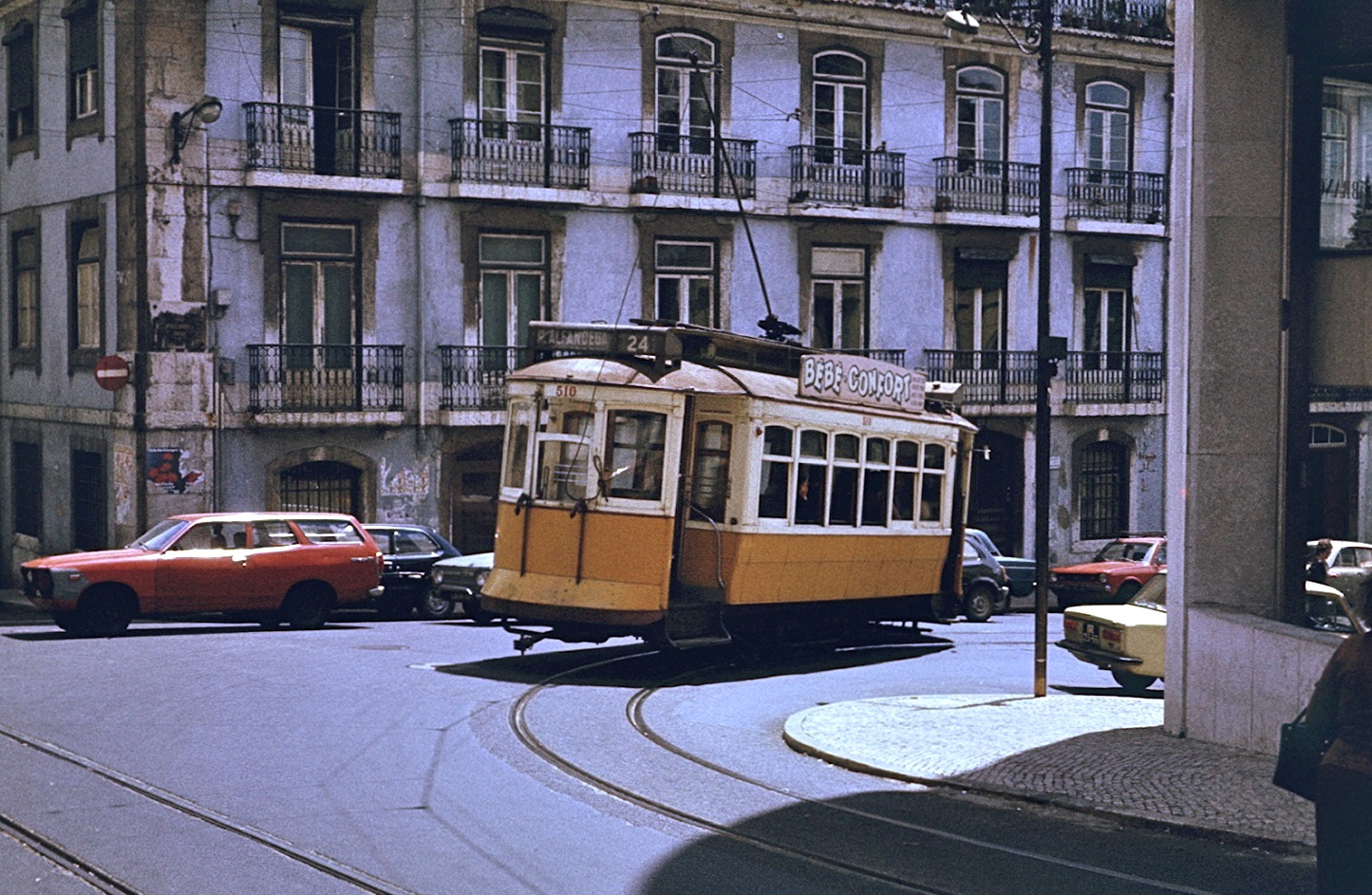
Carro unidirecional n.º 510 descendo o Largo Rafael Bordalo Pinheiro, na carreira 24, em 1979.

A origem do 24E pode ser traçada à carreira Rossio-Campolide, criada em Julho de 1905 e que incluía o Elevador de Santa Justa no seu trajeto.
Por volta de 1994, na configuração Cais Sodré - Alto de São João, era identificada com a cor verde em folhetos informativos da Carris.

### Reabertura suspensa (1995-2018)
Desde o seu encerramento em 1995, a reintrodução deste percurso foi repetidamente ventilada. Para esse efeito, a infraestrutura (de Campolide ao Carmo, via Rato e Amoreiras), tanto a via como a rede aérea, foi mantida mais ou menos viável, com repetidas interrupções e recuperações — caso único entre as linhas abandonadas de Lisboa.[carece de fontes?]
Em 1997, previa-se uma reabertura para breve, com a Câmara Municipal de Lisboa a anunciar um investimento de 200 milhões de escudos (aproximadamente um milhão de euros) em apoios à Carris e em obras de sua responsabilidade para recuperação da via, no âmbito de um protocolo assinado entre as duas entidades; essa reabertura, tal como outras anunciadas posteriormente, não se viria a verificar.
Mais uma vez a reabertura do troço foi prometida em inícios de 2014: O vereador Manuel Salgado fez saber que estava «para breve» uma intervenção visando recuperar o Largo Rafael Bordalo Pinheiro, a qual inclui a reativação da «linha do eléctrico »(…)« para transporte de turistas e também da rede pública»; o financiamento proviria do PIPARU e o valor-base não excedia 265 mil euros. Não é claro como se faria a articulação desta iniciativa com o resto da rede (limitada que estava a um curto segmento da “raquete” terminal da linha, ao Carmo), nomeadamente na ligação com a Estação de Santo Amaro, para recolha, nem como se teria financiado a recuperação do restante trajeto. (A reabertura da carreira 24E, que ocorreu quatro anos depois destas declarações, não usufruiu das melhorias anunciadas, já que passou a fazer terminal no Camões, não no Carmo.)

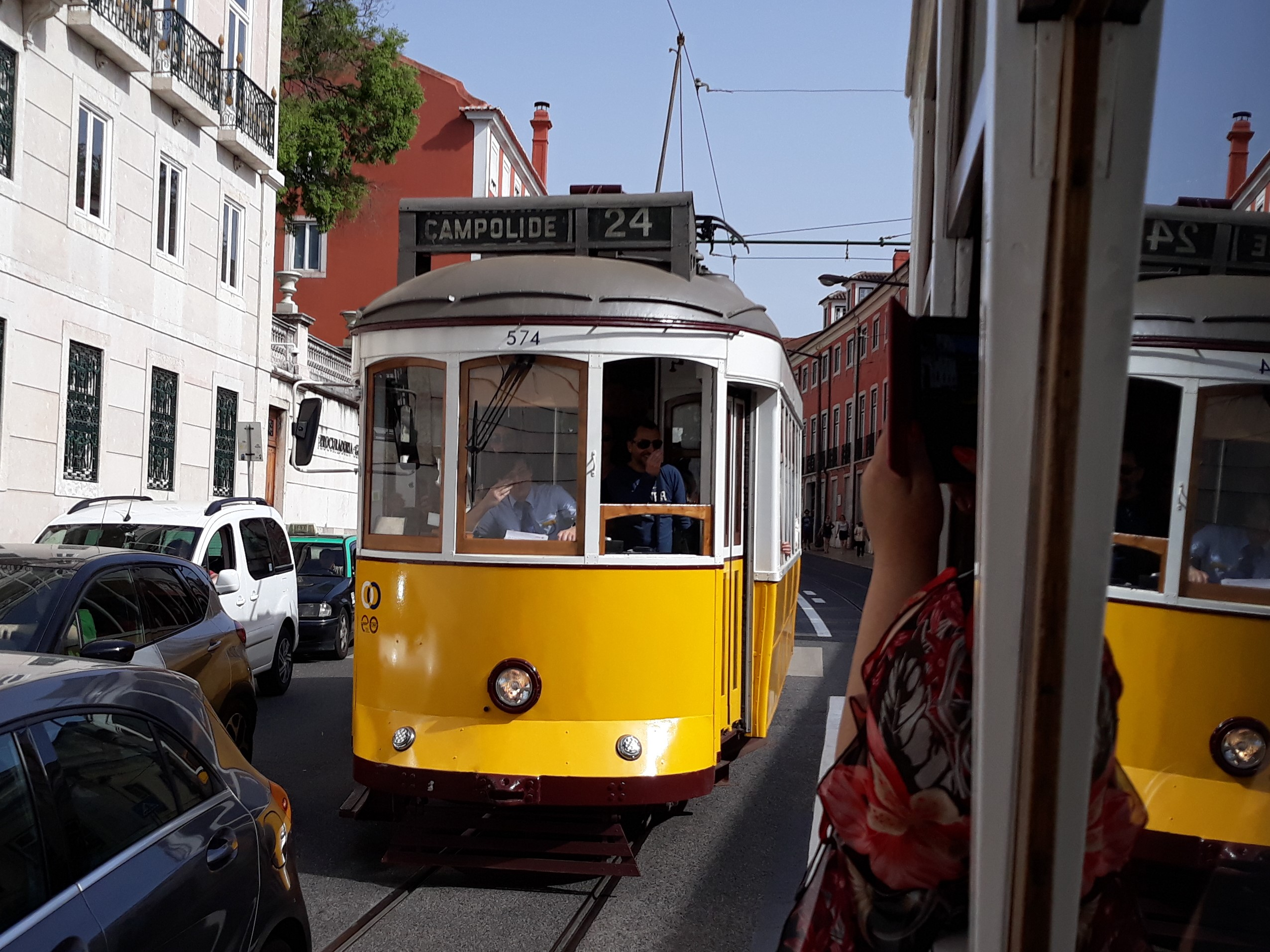
CCFL 574 na R. Escola Politécnica, no dia da reinauguração da carreira 24E.

### Reabertura (Abril de 2018)
Em Dezembro de 2016, o presidente da Câmara de Lisboa anunciou que a reabertura desta carreira estava para breve, entre o Cais do Sodré e Campolide. Não esteve prevista, porém, a reabertura do percurso integral, até ao Alto de São João via Arco Cego.
No Cais do Sodré, foi remodelada a raquete para a carreira 18E e tendo em vista a futura reativação da carreira 24E no troço entre a Praça Luís de Camões e aquele local. Estas obras ficaram concluídas no início de 2017.
No Largo de Campolide, foi remodelada a raquete tendo em vista a reativação desta carreira. A remodelação incidiu nomeadamente na criação de uma zona exclusiva ao elétrico para a instalação de uma futura paragem. Estas obras também ficaram concluídas no início de 2017.
Em Dezembro de 2017, a Carris divulgou o seu Plano de Atividades e Orçamento relativo ao ano 2018, no qual ser incluía a reativação da carreira 24E entre o Cais do Sodré e Campolide.
A 20 de Abril de 2018, a Carris anunciou que a carreira 24E iria ser reaberta a 24 de Abril de 2018, anúncio que se concretizou. Anunciou também a alteração de vias na zona da Praça Luís de Camões e a colocação de via aérea na Rua do Alecrim de forma a possibilitar o prometido prolongamento desta carreira ao Cais do Sodré.